# 眞子内親王 (仁明天皇皇女)
眞子内親王（さねこないしんのう、生年不詳 - 貞観12年5月5日（870年6月7日））は、仁明天皇の皇女。

## 概要
母は紀名虎の娘の正五位上紀種子。常康親王は同母の兄弟である。貞観12年（870年）5月5日に無品で薨去したこと以外はよくわかっていない。
『一代要記』では没年月日を同年2月8日としている。